# John Cady
John Deere Cady (26 de janeiro de 1866 — 12 de novembro de 1933) foi um golfista norte-americano que representou os Estados Unidos no golfe nos Jogos Olímpicos de Verão de 1904 conquistando a medalha de prata.